# Costa Rica világörökségi helyszínei
Costa Rica területéről eddig négy helyszín került fel a világörökségi listára, egy további helyszín a javaslati listán várakozik a felvételre.
| | Talamanca Természetvédelmi Terület – La Amistad Nemzeti Park |
| Costa Rica és Panama közös világörökségi helyszíne |                                                              |
| 1983, kiterjesztés: 1990 |                                                              |
| Természeti (VII)(VIII)(IX)(X) |                                                              |
| Védett terület: 570 045 ha, hivatkozás: 205 |                                                              |
| A Talamanca Természetvédelmi Terület Costa Rica és Panama közös világörökségi helyszíne. A Kordillerák részét képező Talamanca-hegység Közép-Amerika legmagasabb és legősibb nem vulkanikus eredetű hegyvonulata. A 8000 négyzetkilométeres természetvédelmi terület nagyobbik felét a 25000 évvel ezelőtti utolsó jégkorszak óta trópusi esőerdő borítja, ami azóta zavartalanul fejlődik. A táj változatos, megtalálható benne síkvidéki trópusi esőerdő, köderdő, szubalpesi bozótos, tölgyerdő, lápvidékek, jégkorszaki tavak, és magaslati mocsarak. Állat- és növényvilága rendkívül változatos, ez köszönhető a többféle éghajlatnak, a változó tengerszint feletti magasságnak (a park legmagasabb pontjai 3800 méter fölött vannak), valamint annak, hogy Észak- és Dél-Amerika találkozási pontjánál helyezkedik el. Többféle faj él benne mint a világ bármelyik másik ekkora védett területén. Az állatok közül 200 emlősfaj megtalálható itt, köztük Amerika összes vadmacska fajtája többek között a puma, a párducmacska és a jaguarundi, a puma közeli rokona. A park területe már évezredek óta lakott, de tervszerű régészeti feltárást eddig keveset végeztek. Jelenleg a Panama és Costa Rica közötti együttműködés eredményeként a bennszülött teribe, guaymi bribi és cabécar törzsek mintegy 10000 tagja él a védett területen őseik hagyományos életmódját folytatva. |                                                              |

| | Kókusz-sziget Nemzeti Park |
| 1997, kiterjesztés: 2002 |                            |
| Természeti (IX)(X) |                            |
| Védett terület: 199 790 ha, hivatkozás: 820 |                            |
| A Costa Rica partjaitól 550 kilométerre délnyugatra a Csendes-óceánban fekvő nemzeti park az egyetlen olyan sziget az óceán keleti részén amelyet esőerdő borít. Növénytakaróját a sok csapadéknak és a párát visszatartó domborzatának köszönheti. A sziget az északi és déli egyenlítői áramlás egyik találkozási pontjánál fekszik. A nemzeti park sűrű növényzete mellett tengerbe szakadó szikláiról, vízeséseiről és őserdőkkel borított hegycsúcsairól is nevezetes. Félreeső fekvésének köszönhetően számos őshonos faj fejlődött ki rajta, köztük egy pálmaféle. A szigetet már a 16. században felfedezték, de pontos helye sokáig nem volt a köztudatban ezért korábban csak nagyon kevesen jutottak el ide. Később növényzetének egy része kipusztult, de még így is nagy számban maradtak meg belterjes fajok, például az edényes növényeknek mintegy 70 faját tartják számon. A szigeten endemikus állatok is élnek, három madár- (a Kókusz-szigeti légykapótirannusz, a kókuszpinty és egy kakukkféle), 2 hüllő- és több mint 60 rovarfaj. A sziget körüli körülbelül 100 négyzetkilométeres is a nemzeti parkhoz tartozik, ahol a korallzátonyok mellett nyílt vízi állatfajok, cápák, ráják, tonhalak és delfinek élete is megfigyelhető. A sziget és az azt körülvevő tengeri ökoszisztémák lehetővé teszik számos biológiai folyamat tanulmányozását. |                            |

| | Guanacaste Természetvédelmi Terület |
| 1999, kiterjesztés: 2004 |                                     |
| Természeti (IX)(X) |                                     |
| Védett terület: 147 000 ha, hivatkozás: 928 |                                     |
| Az ország északnyugati részén, a Csendes-óceántól az atlanti parti síkságig húzódó 1000 négyzetkilométeres térség három nemzeti parkból és több kisebb védelem alá vont területből áll. 105 kilométer hosszan húzódik, magába foglalja a Kordillerák guanacastei vonulatát három tűzhányóval (közülük a Rincon de la Vieja ma is aktív), a környező alföldeket, a parti síkságokat, valamint homokos partszakaszokat, lápvidékeket, sziklás partokat és szigeteket. Tengerszint feletti magassága 0 és 2000 méter között változik. Ennek következtében növényzete több részre oszlik, mangroveerdőkre, trópusi esőerdőre és trópusi száraz erdőségekre. Itt található Közép-Amerika utolsó érintetlen trópusi száraz erdősége. A többfajta természetes élőhely segíti a biológiai sokféleség megőrzését. A változatos ökoszisztéma két erősen veszélyeztetett faj az olajzöld fattyúteknős és a kérgesteknős védett élő- és szaporodóhelye. A nemzeti park tengerben fekvő része partközeli általában lakatlan szigetekből, homokos és sziklás partokból, valamint vizes élőhelyekből, mocsarakból áll. |                                     |

| | Prekolumbán kőgömbök |
| 2014 |                      |
| Kulturális (III) |                      |
| Védett terület: 24,7 ha, puffer zóna: 143,4 ha, hivatkozás: 1453 |                      |
| A világörökségi helyszín Costa Rica délén részén, a Diquís-deltában elhelyezkedő négy régészeti helyszínből (Finca-6, Batambal, Grijalba-2, El Silencio) áll, amelyek i. sz. 500 és 1500 közé datálhatók. A feltárt területek hatalmi központok voltak, mesterséges dombokból, kövezett terekből, sírhelyekből és kőgömbökből állnak. A körök átmérője 70 centiméter és 2,57 méter között változik. A helyszínek nagyrészt elkerülték a műkincsrablók fosztogatását, ez annak köszönhető, hogy a leleteket évszázadokon keresztül több méteres talajréteg borította, bár néhány kőgömböt műkincsrablóktól koboztak el, és mivel pontos származási helyüket nem tudták megállapítani a Finca-6 területen állítottak fel. Mind a négy helyszínnek megvannak a maga jellegzetességei, Finca-6 az egyetlen olyan ahol a kőgömbök egy vonalban vannak, Batambal az egyetlen ami nagyobb távolságból is látszik, El Silencióban találták a legnagyobb gömböt és csak Grijalba-2 területén használtak mészkövet. Grijalba-2 feltehetően egy kevésbé fontos település lehetett, Finca-6 fennhatósága alá tartozhatott ami valószínűleg a legfontosabb központ volt. Batambal viszonylag közel fekszik a lakott területekhez, ezért problémát jelenthet a város további terjeszkedése. Hosszabb távon a helyszíneket a Diquis vízerőmű és egy repülőtér építése veszélyeztetheti. |                      |

## Elhelyezkedésük
| Talamanca Guanacaste Prekolumbán kőgömbök |  | Kókusz-sziget |

## Javasolt helyszín
| Megnevezés                                                   | Kép | Típus      | Kritérium | Év   | Link |
| ------------------------------------------------------------ | --- | ---------- | --------- | ---- | ---- |
| Corcovado Nemzeti Park és a Caño-sziget biológiai rezervátum |     | Természeti | VII, X    | 2003 | 1795 |